# Dubno (památník)
Památník Dubno se nachází v lese Dubno nedaleko České Skalice. Lokalita přísluší do katastru Kleny obce Provodov-Šonov.
Pomník v podobě spícího lva na podstavci z pískovce stojí na místě hrobu 80 padlých z bitvy u České Skalice. Dne 28. června 1866 v těchto místech probíhaly nejtěžší boje této bitvy války mezi Rakouskem a Pruskem. Rakouští myslivci zaútočili přes kopec u Zlíče a zatlačili Prusy k myslivně. Pruský pluk postupující od Klen zaútočil na rakouskou brigádu generála Fragnerna. Navíc z levé strany na ně zaútočil další pruský pluk a Rakušané se ocitli v křížové palbě. Mezi padlými byl i velitel brigády generálmajor Gustav Fragnern. Dnes je památník věnován setníku Emilu Riedlovi (5. prapor polních myslivců) a poručíku Adolfu Studničkovi (77. pěší pluk).

## Dostupnost
Památník je přístupný po modré turistické značce od České Skalice na Starkoč. Místem také prochází trasa NS Po stopách války 1866.